# L'ultima traversa
L'ultima traversa è un breve romanzo di 85 pagine di Paolo Maurensig scritto nel 2012.
Un singolare racconto a voce tramandato di generazione in generazione ci porta a conoscenza degli ultimi giorni di vita di un campione di scacchi della fine dell’Ottocento.

## Trama
In un piccolo paese vicino a Bolzano giunge un giovane parroco di 29 anni. Aloiz Bauer è volenteroso ed intende portare aiuto alla piccola comunità rurale. Aprendo i suoi bagagli riscopre un piccolo passatempo della sua gioventù, del periodo che precedeva il percorso ai voti ecclesiastici: il gioco degli scacchi, in cui la mente umana si perde all'infinito. 
In quel paese dimora anche un personaggio schivo e poco conosciuto. Il tedesco Daniel Harrwitz è però un incredibile conoscitore degli scacchi a cui ha dedicato la vita. Non tarda molto che il parroco e l'ex campione si ritrovino all'interno dell'unica locanda del paese. Per passare il tempo una partitella è l'ideale. Perso il primo confronto nell'uomo di fede si riaccende l'ossessione sopita e mentre Padre Bauer si butta a capofitto nei manuali di scacchi tralascia la sua missione. Se non bastasse oltre alla sfida con Herr Harrwitz ecco giungere alcune timide avances di una fedele del sesso opposto. La carne, si sa è debole. Padre Bauer si prepara al nuovo incontro ma, ancora una volta, il fato segnerà il suo percorso.